# Julbernardia baumii
Julbernardia baumii är en ärtväxtart som först beskrevs av Hermann August Theodor Harms, och fick sitt nu gällande namn av Georges M.D.J. Troupin. Julbernardia baumii ingår i släktet Julbernardia och familjen ärtväxter. Inga underarter finns listade i Catalogue of Life.